# 石川康
石川 康（いしかわ こう、1970年3月10日 - ）は、ボリビア・サンタ・クルス県出身で、日本国籍の元サッカー選手。ポジションはDF（サイドバック、スイーパー）。元日本代表。2002年は「石川巧」の登録名だった。

## プロフィール

### 幼少期からボリビアでの選手生活
1970年3月10日、ボリビアのオキナワ移住地に生まれる。父親、母親ともに沖縄県からボリビアへの移民だった。4人兄弟の末っ子。家は貧しく、電気と水道がなかったので、毎日ドラム缶を引っ張り、家から約8km先まで水汲みに出かけていくのが幼少の頃の日課だった。また兄と共に庭先で飼っていた鶏の卵を街まで売りに行く仕事もやっていた。
7歳のときに、農地を売った金を元に母親が小さなスーパーマーケットを始め、生活が安定。このとき、初めて家に電気と水道が引かれた。
夏休みに兄とサンタ・クルス・デ・ラ・シエラにあったサッカー選手養成学校、アカデミア・タウイチ・アギレラの練習に参加する も、兄のプレーはコーチの目にとまり、熱心に入校を勧められたが、これを断っている。
石川はチームへ入りたいと希望し、親の説得を続け、10歳のときに入校。
この時のチームメイトに、マルコ・エチェベリ、エルウィン・サンチェスがおり、後にこの2人を含むチームのメンバー達は、ボリビア代表の主力メンバーとなり1994年のFIFAワールドカップ本大会への出場を決め、ワールドカップのフィールドに立った。
1984年、1985年にはの主力メンバーとして、ゴシアカップ連覇に貢献した。中国で開催された1985年の第1回ワールド・ジュニア・ユース（U-16世界選手権）にチームがそのままボリビア代表として出場。中国、アメリカ、ギニアと比較的恵まれたグループリーグに入った。石川は3試合すべてに出場するも、チームは未勝利でグループステージ敗退。
1987年、17歳の時にカナダで開催された第2回ワールド・ジュニア・ユースでは一次リーグ敗退したものの、主力選手として3試合すべてに出場している。

### 日本での選手生活
大会後に転機が訪れた。たまたまチームを訪れた日本人が、壁に貼ってあった石川のポスターを見て、知人を介して日本への留学を持ちかける。すでにボリビアで高校を卒業していたが、母親の強い勧めもあって、1988年、埼玉県の武南高校に3年生として編入した。日本語の読み書きもままならず、生活習慣への対応に苦慮しながら、1年間の高校生生活を送り、サッカー部員として活躍。チームメイトの池田太、川合孝治らと共に、1988年の高校総体でベスト4。優勝候補として出場した高校選手権では切り札として期待され、ベスト8進出に貢献した。
高校卒業後は当初ボリビアに戻りサッカーを続けることを考えていたが、当時ホンダの監督であった宮本征勝の勧誘と、出稼ぎに日本に来ていた父親の強引ともいえる後押しがあり、本田技研工業サッカー部に入部した。ただ最初は本田技研とプロ契約を結べず、社員として入社。六畳一間の寮に暮らし、午前中はオートバイの組み立て作業、午後に練習という生活だった。
本田技研での活躍により、1989年からはバルセロナ五輪代表（U-23日本代表）に選出され、1991年から1992年に行われたバルセロナ五輪予選ではリベロを務め中心選手として代表を牽引した。
また同年4月4日のスパルタク・モスクワ戦で日本代表デビューを飾っているが、この試合は国際Cマッチ扱いとなっており、Aマッチの出場経験はない。この後、オフト、ファルカン、加茂周といった代表監督からも日本代表合宿への招集を受けたが、キャップ数を伸ばすには至らなかった。
一方で、1995年、コパ・アメリカ1995へ出場するボリビア代表チームから招集の打診があったが、これを断っている。この当時は、国際サッカー連盟(FIFA)の選手国籍変更規定が不明確で、U-15・U-17ボリビア代表で試合に出場した石川が日本代表の国際Aマッチに出場できるかは、はっきりとしていなかった。
1992年、日本で本格的なプロリーグが始まるのを見通して読売クラブ（当時）へ移籍。Jリーグ初期におけるヴェルディ川崎の右サイドバックとして活躍し、数々のタイトル獲得に貢献した。1998年に名古屋グランパスエイトにレンタル移籍、翌1999年に完全移籍。2002年に現役引退した。名古屋在籍時には一時、「康」から「巧」へと名前の漢字を変えている。

### 選手引退後
2003年、スポーツマネージメント業務を行う有限会社Globosport‐Asiaを設立。本業のかたわら、コパ・リベルタドーレスなどの南米サッカーの試合を中継する日本のテレビ局で解説を務めた。
また、当初は通訳として、その後2005年にはテクニカルスタッフとして名古屋グランパスエイトと契約し、ネルシーニョ監督を支えた。
2006年7月、日本フットボールリーグ所属のFC琉球のゼネラルマネージャー(GM)に就任したが、2007年6月に退任。2008年、ビーチサッカーのレキオスFCの監督に就任した。

## プレースタイル
読売クラブに移籍後、ぺぺ監督のときに「サイドバックやれ」といわれ、それ以後ヴェルディ川崎、名古屋グランパスでは、ほぼ右サイドバックとして出場していた。しかし、自身は子供の頃から最もプライドを持ってやってきたポジションは、リベロだと述べている。

## 所属クラブ
- アカデミア・タウイチ・アギレラ（ボリビア）
- 1988年 武南高等学校
- 1989年-1992年 本田技研工業サッカー部
- 1992年-1997年 ヴェルディ川崎
- 1998年-2002年 名古屋グランパスエイト

## 個人成績
| 国内大会個人成績 | 国内大会個人成績 | 国内大会個人成績 | 国内大会個人成績 | 国内大会個人成績 | 国内大会個人成績 | 国内大会個人成績 | 国内大会個人成績 | 国内大会個人成績 | 国内大会個人成績 | 国内大会個人成績 | 国内大会個人成績 |
| 年度             | クラブ           | 背番号           | リーグ           | リーグ戦         | リーグ戦         | リーグ杯         | リーグ杯         | オープン杯       | オープン杯       | 期間通算         | 期間通算         |
| 年度             | クラブ           | 背番号           | リーグ           | 出場             | 得点             | 出場             | 得点             | 出場             | 得点             | 出場             | 得点             |
| 日本             | 日本             | 日本             | 日本             | リーグ戦         | リーグ戦         | JSL杯/ナビスコ杯 | JSL杯/ナビスコ杯 | 天皇杯           | 天皇杯           | 期間通算         | 期間通算         |
| ---------------- | ---------------- | ---------------- | ---------------- | ---------------- | ---------------- | ---------------- | ---------------- | ---------------- | ---------------- | ---------------- | ---------------- |
| 1989-90          | 本田             | 24               | JSL1部           | 14               | 0                | 0                | 0                |                  |                  |                  |                  |
| 1990-91          | 本田             | 24               | JSL1部           | 17               | 0                | 4                | 0                |                  |                  |                  |                  |
| 1991-92          | 本田             | 24               | JSL1部           | 19               | 0                | 4                | 0                |                  |                  |                  |                  |
| 1992             | V川崎            | -                | J                | -                | -                | 8                | 0                | 5                | 0                | 13               | 0                |
| 1993             | V川崎            | -                | J                | 22               | 1                | 7                | 0                | 2                | 0                | 31               | 1                |
| 1994             | V川崎            | -                | J                | 40               | 1                | 3                | 0                | 2                | 0                | 45               | 1                |
| 1995             | V川崎            | -                | J                | 27               | 0                | -                | -                | 1                | 0                | 28               | 0                |
| 1996             | V川崎            | -                | J                | 19               | 0                | 16               | 0                | 1                | 0                | 36               | 0                |
| 1997             | V川崎            | 2                | J                | 26               | 0                | 6                | 0                | 2                | 0                | 34               | 0                |
| 1998             | 名古屋           | 31               | J                | 33               | 0                | 1                | 0                | 4                | 0                | 38               | 0                |
| 1999             | 名古屋           | 31               | J1               | 29               | 1                | 6                | 0                | 3                | 0                | 38               | 1                |
| 2000             | 名古屋           | 31               | J1               | 27               | 1                | 6                | 0                | 2                | 0                | 31               | 1                |
| 2001             | 名古屋           | 19               | J1               | 15               | 0                | 4                | 0                | 0                | 0                | 19               | 0                |
| 2002             | 名古屋           | 19               | J1               | 1                | 0                | 0                | 0                | 0                | 0                | 1                | 0                |
| 通算             | 日本             | 日本             | J1               | 239              | 4                | 57               | 0                | 22               | 0                | 318              | 4                |
| 通算             | 日本             | 日本             | JSL1部           | 50               | 0                | 8                | 0                |                  |                  |                  |                  |
| 総通算           | 総通算           | 総通算           | 総通算           | 289              | 4                | 65               | 0                |                  |                  |                  |                  |

その他の公式戦
- 1993年
  - Jリーグチャンピオンシップ 2試合0得点
- 1994年
  - サンワバンクカップ 1試合0得点
  - XEROX SUPER CUP 1試合0得点
  - Jリーグチャンピオンシップ 2試合0得点
- 1995年
  - サンワバンクカップ 1試合0得点
  - XEROX SUPER CUP 1試合0得点
- 1996年
  - サントリーカップ 1試合0得点
- 1997年
  - XEROX SUPER CUP 1試合0得点

国際試合
- 2000/01 アジアカップウィナーズカップ 3試合0得点

## 代表歴
- U-16ボリビア代表（第1回ワールド・ジュニア・ユース中国大会、第2回ワールド・ジュニア・ユースに出場。当時はU-16代表のカテゴリー）
- バルセロナオリンピック予選日本代表
- 日本代表　1993年